# Manambolo (plaats)
Manambolo is een plaats en commune in het oosten van Madagaskar, behorend tot het district Maroantsetra, dat gelegen is in de regio Analanjirofo. Tijdens een volkstelling in 2001 telde de plaats 12.873 inwoners.
De plaats biedt naast lager onderwijs ook middelbaar onderwijs aan. 95 % van de bevolking werkt als landbouwer. De belangrijkste landbouwproducten zijn rijst en vanille; andere belangrijke producten zijn koffie en kruidnagelen. Verder is 5% actief in de dienstensector.